# Открытая щель
Открытая щель — простейшее укрытие личного состава, состоит из отрезка траншеи глубиной в среднем 150 см (рекомендованная глубина 2-2.5 м), длина её не может быть меньше 3 метров. Её ширина поверху от 1 до 1,2 м, понизу — 0,8 м. По возможности сооружается скамейка для сидения. Если щель устраивается как самостоятельное сооружение (примкнутой к траншее, окопу для техники или артиллерийского орудия), то с одной стороны под углом 90 градусов оборудуется спуск с поверхности в щель с пятью-шестью ступенями, её следует отрывать поперек возможного направления наземного огня противника. Чтобы уменьшить опасность одновременного поражения большого количества людей, щели отрывают зигзагообразно, причем прямолинейные участки делают длиной не более 4-5 м. Данное сооружение защищает от пуль, осколков снарядов и авиабомб.
Снижает эффективность поражения личного состава при ядерном взрыве. Уменьшает поражающее действие ударной волны, защищает частично от ударной волны взрыва обычного и ядерного боеприпаса (в 1,5-2 раза уменьшается радиус сплошного поражения), снижает уровень радиоактивного облучения в 3-4 раз. Не является герметичным сооружением и не защищает от поражающего действия химического и биологического оружия, радиоактивной пыли и осадков.
Объём вынутого грунта составляет в среднем 7 м³, трудоёмкость 10-12 человеко-часов.
Простейшая щель на одного отрывается в зависимости от грунта и инструментов за 30-90 минут. Очень эффективна как защитное сооружение от большинства видов боеприпасов.
Щели и другие укрытия строит население поблизости от жилья с момента объявления «Угрожаемого положения», то есть с начала войны. Для строительства выбирают сухие возвышенные места в садах, больших дворах, скверах, на огородах, пустырях. Во избежание завалов щели, как и другие укрытия, располагают не рядом с домами, а в отдалении от них, на расстоянии, составляющем примерно половину высоты ближайшего дома.